# Celna Droga (Karkonosze)
Celna Droga (niem. Zollstrasse) – dawna droga w Karkonoszach, służąca jako połączenie Śląska z Austrią; dziś droga leśna.
Droga prowadzi z Przesieki na Przełęcz Dołek. Jej przedłużeniem jest droga schodząca dół, w dolinę Łaby. Prowadzi grzbietem obok Złotego Widoku, poniżej Niedźwiadków, po czym schodzi w Dolinę Czerwienia i Kozacką Dolinę.
Długość Celnej Drogi (po polskiej stronie) wynosi 6,2 km, przy różnicy wzniesień ok. 650 m.
Nazwa wiąże się z postrerunkiem celnym, stojącym przy drodze, najpierw powyżej Przesieki, a później na grzbiecie Karkonoszy, na granicy.

## Szlaki turystyczne
- Dolną częścią Celnej Drogi biegnie  niebieski szlak turystyczny z Przesieki na Przełęcz Karkonoską[2].
- W górnej części przecina ją  zielony szlak z Przełęczy Karkonoskiej, przez Czarny Kocioł Jagniątkowski, Śnieżne Kotły, schronisko „Pod Łabskim Szczytem” na Halę Szrenicką[2].
- W miejscu zakończenia spotyka  czerwony szlak, będący fragmentem Głównego Szlaku Sudeckiego ze Szklarskiej Poręby do Karpacza przez Śląski Grzbiet ("Droga Przyjaźni Polsko-Czeskiej")[2].